# TV3 CAT
TV3 CAT est une chaîne de télévision publique espagnole appartenant au groupe Televisió de Catalunya (CCMA). Cette chaîne généraliste est une déclinaison de TV3, diffusée par voie hertzienne en Catalogne.

## Historique
La version internationale de TV3 naît le 10 septembre 1995 sous le nom de TVC Satèl·lit, rebaptisée TVCI (Televisió de Catalunya Internacional) le 23 avril 1996. Elle est alors diffusée sur Hispasat, à raison de quelques heures par jour, avant d'étoffer sa grille des programmes au fil du temps. La chaîne est reprise dans l'offre de Via Digital en 1997, et arrive la même année sur le satellite Astra, permettant sa réception en clair dans toute l'Europe. 
Rapidement diffusée 24 heures sur 24, elle reprend une grande partie des programmes de TV3, mais pour des raisons de droits, films et séries américaines sont remplacées par des programmes alternatifs (documentaires, émissions culturelles ou séries). Le 28 mai 2009, TVCI est rebaptisée TV3 Cat.

## Diffusion
Elle s'adresse aux Catalans vivant en dehors de leur région d'origine. 
Longtemps diffusée par satellite en Europe et en Amérique, sur certains réseaux câblés et ADSL, elle a été dans un premier temps victime de la crise économique qui frappa le pays et, dès le 1er mai 2012, n'est disponible qu'en streaming sur internet ainsi que sur la TDT (télévision numérique terrestre espagnole) aux Îles Baléares et en Andorre. Elle devrait être également reprise sur la TDT dans la Communauté valencienne, mais aucun accord n'a encore été signé.
Dans un communiqué publié sur son site internet, la chaîne fait savoir qu'elle cessera d'être diffusée par satellite à compter du 1er mai 2012. Jusqu'en 2013, la chaîne ne peut plus être reçue que sur les réseaux câblés espagnols ainsi qu'en streaming sur internet. 

### Sources
- (es) Cet article est partiellement ou en totalité issu de l’article de Wikipédia en espagnol intitulé « TV3CAT » (voir la liste des auteurs).